# Ziętek
Ziętek est une localité polonaise de la gmina de Krupski Młyn, située dans le powiat de Tarnowskie Góry en voïvodie de Silésie.